# Pałac Łazienkowski

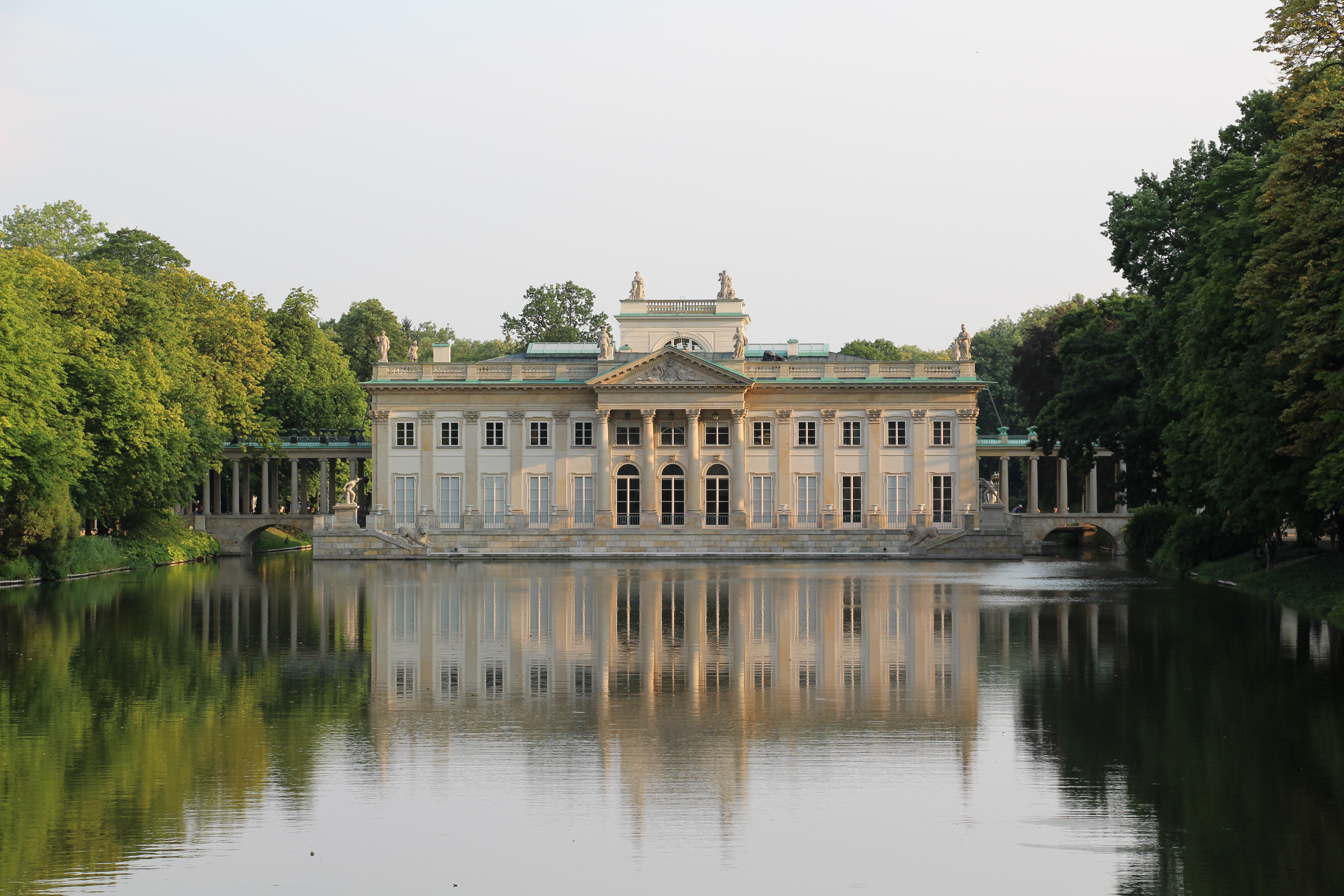
O Pałac Łazienkowski visto do Norte

O Pałac Łazienkowski (Palácio Łazienki), também chamado de Pałac na Wodzie (Palácio na Água) ou Pałac na Wyspie (Palácio na Ilha), é um palácio da Polónia em Estilo Neoclássico, situado no Parque Łazienki, em Varsóvia.

## História

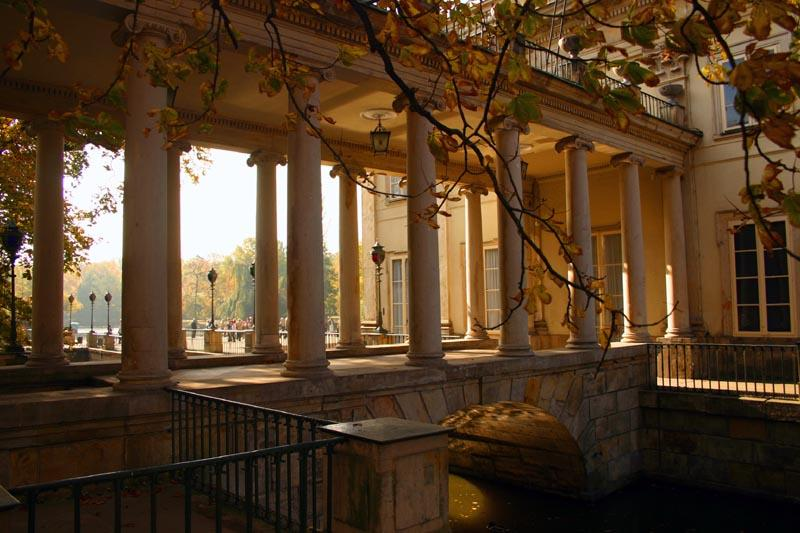
Uma das pontes com colunadas jónicas

O Pałac Łazienkowski foi originalmente construído em Estilo Barroco, no século XVII, pelo arquitecto holandês Tylman van Gameren para Stanisław Lubomirski (1583-1649), e foi então chamado de Łazienka Lubomirskiego (Casa de Banhos de Lubomirski). Entre os artistas que contribuíram para o palácio incluem-se os escultores Andrzej Le Bruyn, Jakub Monaldi e Franciszek Pinck, e os pintores Marcello Bacciarelli e Jan Bogumił Plerchs.
Entre 1772 e 1793, Domenico Merlini alterou o edifício para o Rei da Polónia, Estanislau II,que fez dele a sua residência de Verão. Os interiores foram desenhados por Jan Chrystian Kamsetzer. Um pavilhão de banhos foi construído ao gosto Chinoiserie. O parque, actualmente uma bonita mistura de estilos arquitectónicos, foi então agraciado com relevos e telhas holandesas pintadas. O palácio foi remobiliado com móveis e pinturas neoclássicos. Depois da morte de Estanislau II, em 1798, o palácio foi herdado pela sua família, em primeiro lugar pelo Príncipe Józef Antoni Poniatowski.

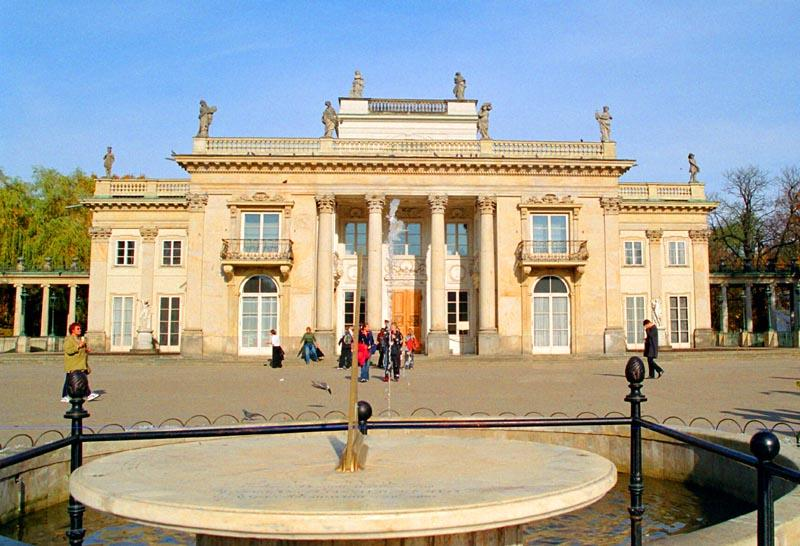
Fachada Sul do Pałac Łazienkowski

Depois da Primeira Partição da Polónia, em 1817, o palácio foi tomado pelo governo Russo e tornou-se numa das residências do Grão Duque Constantine Pavlovich da Rússia. Depois de a Polónia recuperar a independência, em 1918, tornou-se Museu Nacional, parte da Colecção Nacional de Arte da Polónia (Państwowe Zbiory Sztuki), e depois do Tratado de Riga (1921) foi novamente preenchido com colecções anteriormente removidas e agora devolvidas pelso russos. As colecções foram evacuadas durante o Cerco de Varsóvia (1939) para o Museu Nacional de Varsóvia. Durante a ocupação alemã na Segunda Guerra Mundial o palácio foi fechado ao público polaco. O Pałac Łazienkowski foi propositadamente incendiado pelas forças alemãs depois da Revolta de Varsóvia, mas estas tiveram que retirar-se antes de terem tempo para finalizar os seus planos de dinamitar o edifício. Este foi reconstruído depois da Segunda Guerra Mundial mas muitas das suas decorações interiores perderam-se no incêndio. Depois da guerra, o paláciotornou-se propriedade do Museu Nacional de Varsóvia e constitui as instalações do Museu dos Banhos Reais (Muzeum Łazienki Królewskie). As principais obras de restauro tiveram lugar durante muitos anos, até década de 1960.

## Arquitectura e planta

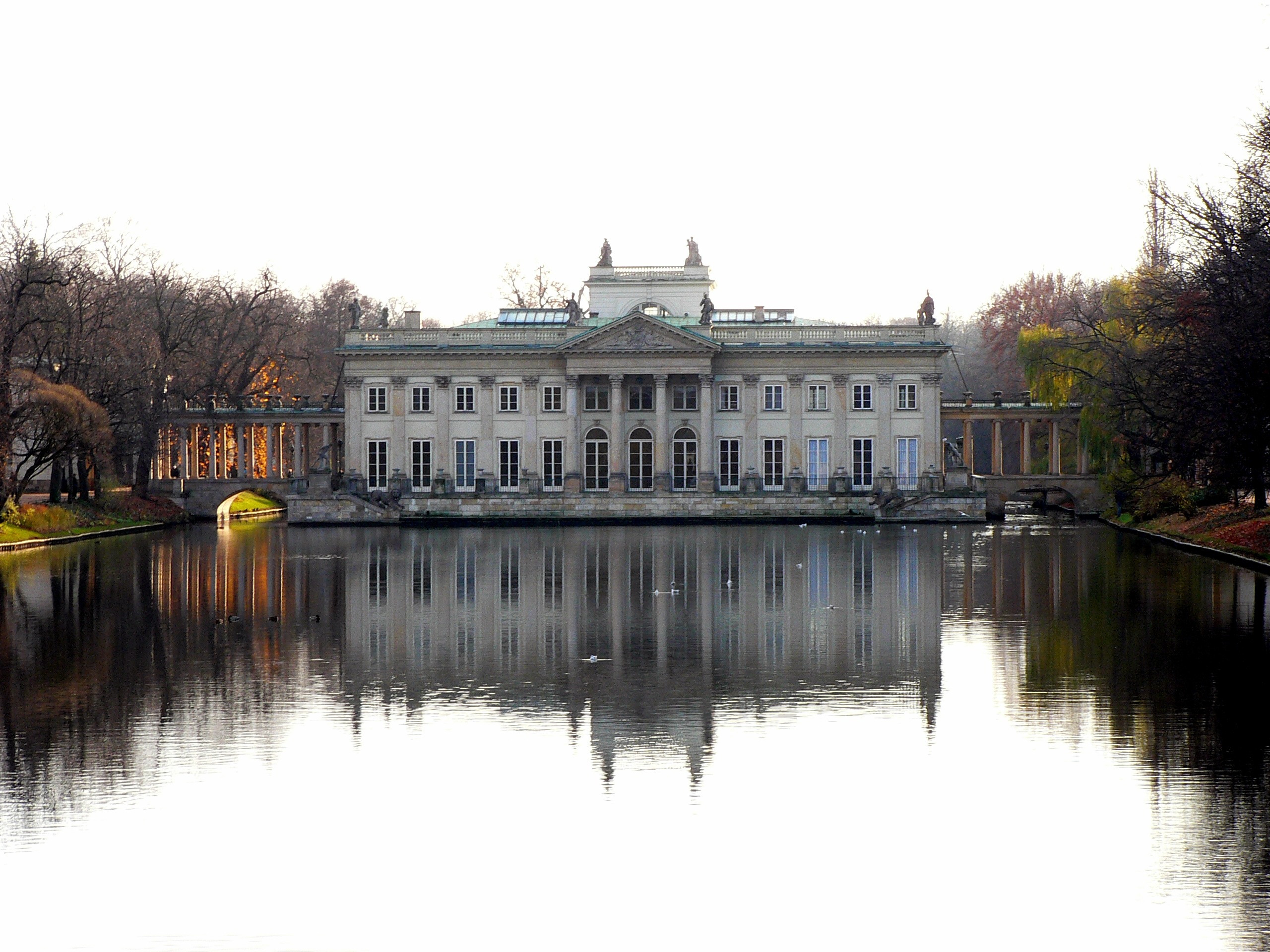
O lago Łazienki e o Pałac Łazienkowski visto do Norte

O palácio foi construído numa ilha artificial que divide o lago em duas partes, um lago Norte menor e um lago Sul maior. Este liga-se ao resto do parque através de duas pontes com colunatas em ordem Jónica. As fachadas são unificadas por um entablamento, suportado por uma gigantescas pilastras em Ordem Coríntia que ligam os seus dois andares, e coroado por uma balaustrada que carrega estátuas com figuras mitológicas. A fachada Norte é realçada por um central pórtico com frontão. Na fachada Sul, um fundo recesso central situa-se por trás de quatro colunas dóricas colocadas na fachada.
No piso térreo do palácio ficam a Sala de Baco, os Banhos Reais, o Salão de Baile, o Gabinete dos Retratos, A Sala Salomão, a Rotunda com as figuras do Reis da Polónia, a Galeria de Pintura baixa que contém obras menores de Rembrandt, e a Capela Palatina. Também no piso térreo fica a sala de refeições na qual tiveram lugar os famosos Jantares de Quinta-Feira, para os quais o último Rei da Polónia, Estanislau II, convidava importantes Pedreiros Livres e outros notáveis membros do Iluminismo polaco da época. No primeiro andar ficam os apartamentos Reais, a Galeria de Pintura alta, a Sala da Varanda, o Gabinete do Rei, o Quarto Real, o vestiário e  a Sala do Oficial.

## Galeria de imagens do Pałac Łazienkowski

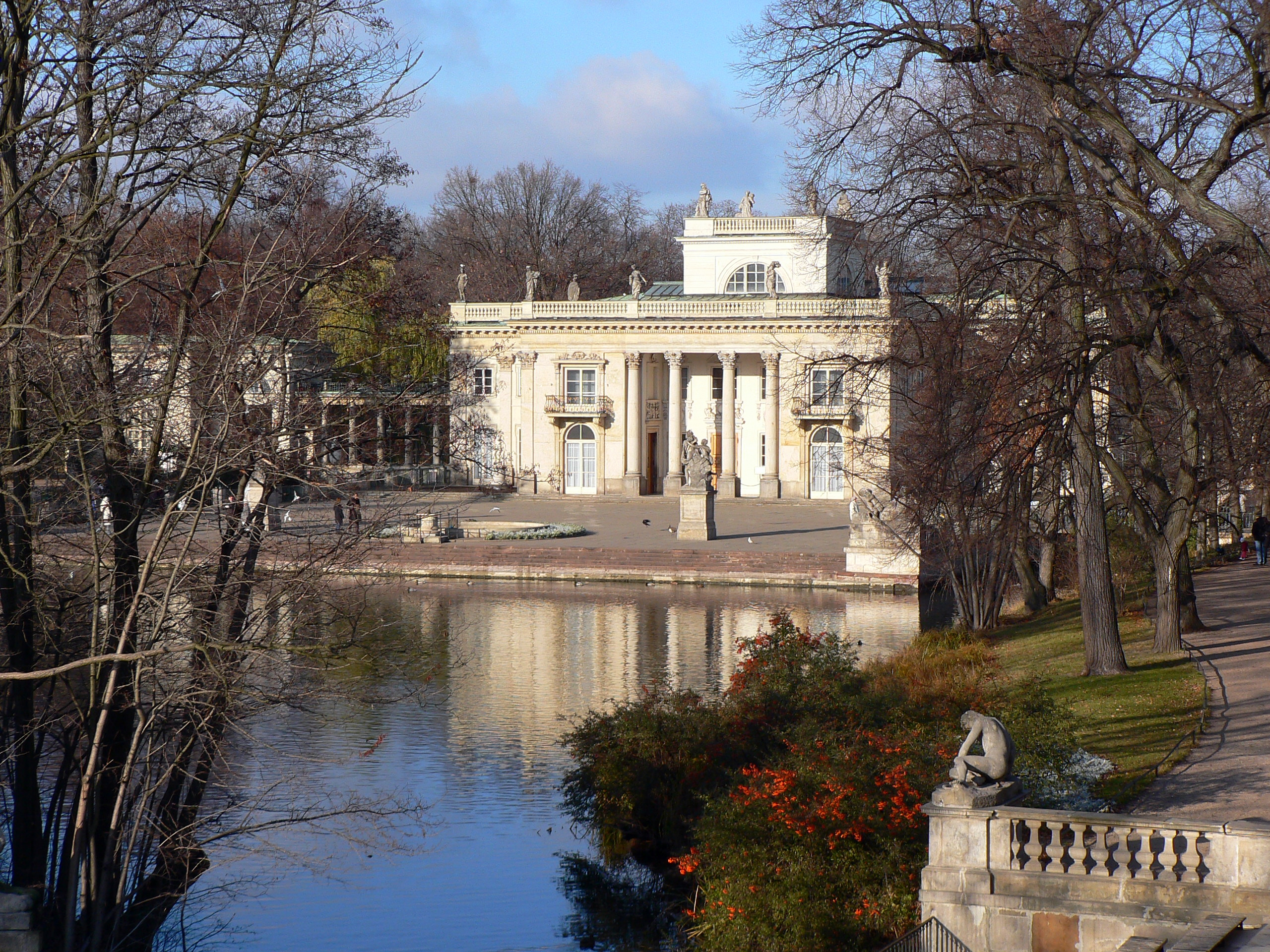
Fachada Sul do palácio
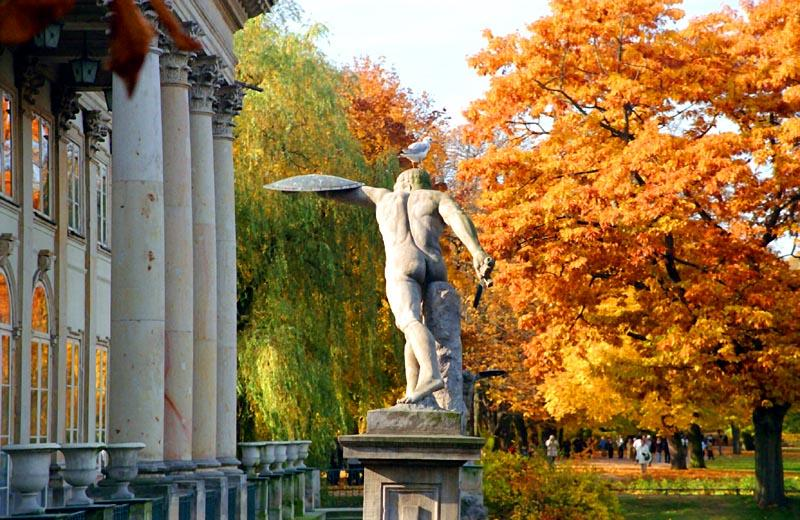
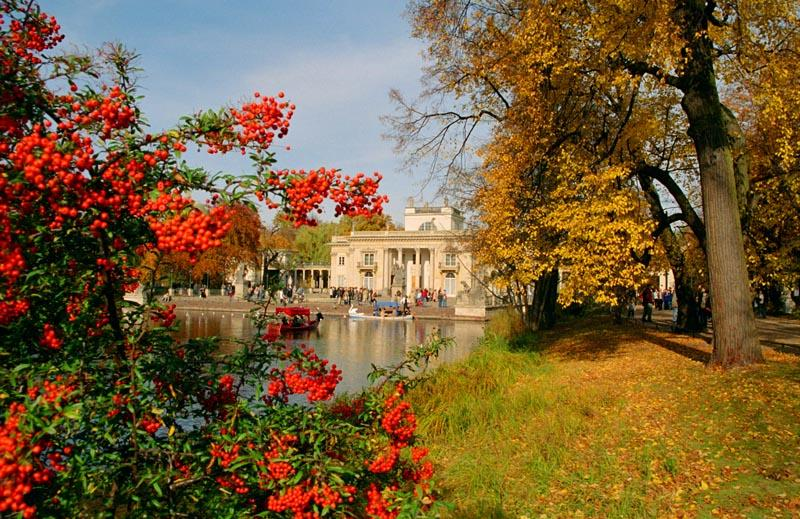
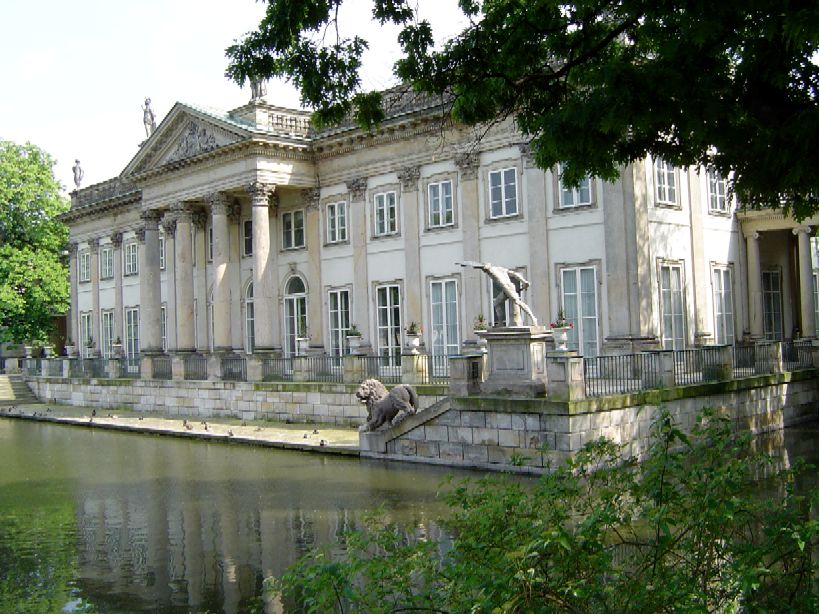
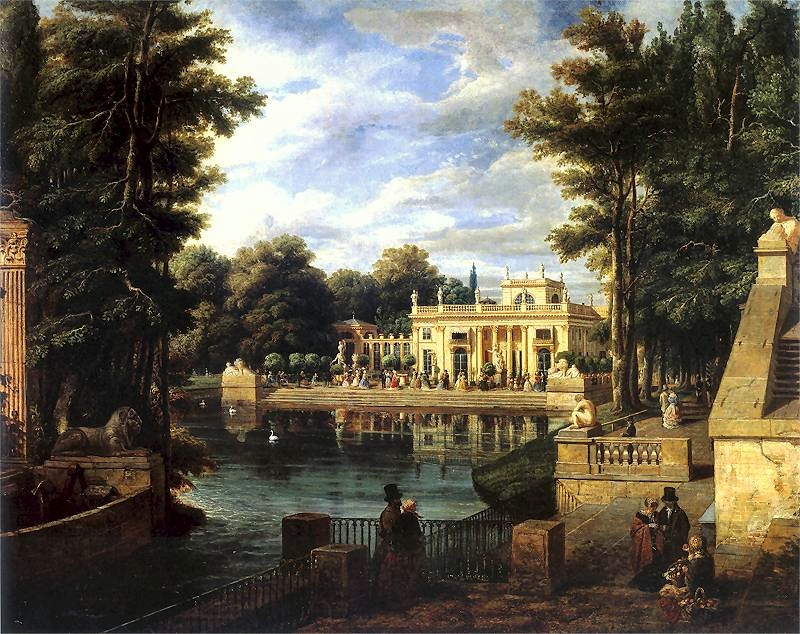